# Transsion
Transsion Holdings — китайский производитель смартфонов. Это наибольшая по продажам смартфонов компания в Африке, также продает смартфоны в Индии, Пакистане и странах Юго-Восточной Азии. Ей принадлежат три бренда: iTel Mobile, Tecno Mobile и Infinix Mobile. Производятся телефоны в Китае, Эфиопии и Индии.
По состоянию на 2024 год суммарная доля рынка у брендов Tecno и Infinix составила 24 % (в штуках).

## История
Компанию основал в июле 2006 года Джордж Чжу Чжаоцзян (George Zhu Zhaojiang). Первоначально компания называлась Tecno Telecom Limited и базировалась в Гонконге. В 2007 году был запущен бренд мобильных телефонов iTel. С 2008 года приоритетным регионом для компании стала Африка. В 2009 году был открыт завод в Шэньчжэне, а в 2011 году компания открыла первый завод по производству мобильных телефонов на африканском континенте (в Аддис-Абебе, Эфиопия). Также с 2009 года начала развиваться сеть сервисных центров Calcare. В 2012 году был запущен бренд Infinix.
С 2014 года Transsion Holdings начала расширять деятельность в Юго-Восточную Азию, на Ближний Восток и в Латинскую Америку, также началось производство аксессуаров под брендом Oraimo и бытовой техники под брендом Syinix. В 2016 году компанией было продано около 80 млн мобильных телефонов. Spice Digital, индийский производитель телефонов, был приобретён в 2017 году. В сентябре 2019 года Transsion Holdings разместила свои акции на Шанхайской фондовой бирже.

## Деятельность
Transsion продаёт мобильные телефоны в Африке и Южной Азии. Компании принадлежат бренды мобильных телефонов Tecno, Itel и Infinix, а также сервисной службой поддержки Carlcare и бренд аксессуаров Oraimo. Transsion производит свои телефоны в Китае, Эфиопии, Бангладеш и Индии. Transsion была первой мобильной неафриканской компанией, которая создала сеть послепродажной поддержки в Африке.
Успех Transsion на африканском рынке объясняется адаптацией телефонов к потребностям африканского рынка. Их телефоны предлагают функцию, которая калибрует экспозицию камеры для более темных оттенков кожи, позволяя сохранить детали лица. Компания разработала телефоны с двумя SIM-картами, которые были хорошо приняты, потому что африканские пользователи обычно используют более одной SIM-карты одновременно, чтобы сэкономить деньги. Компания выпустила телефоны с длительным временем автономной работы, которые подходят для низкого уровня электрификации в Африке и проблемой отключений электричества. Телефоны включали поддержку нескольких африканских языков, и Tecno был первым крупным брендом мобильных телефонов в Эфиопии, который включил поддержку амхарской клавиатуры. Transsion активно рекламирует свои бренды мобильных телефонов в Африке.

## Критика
В августе 2020 года появились подозрения, что компания устанавливает встроенное вредоносное ПО в некоторые смартфоны, в частности Tecno W2.